# آزاده آل‌ایوب
آزاده آل ایوب مشهور به خاله نرگس، مجری برنامهٔ کودک رنگین‌کمان است. او از سال ۱۳۷۶ در رادیو و تلویزیون
شروع به کار کرد و از سال ۱۳۷۹، مجری‌گری برنامه کودک شبکه جام جم ۱، کار در حوزه کودک و نوجوان را عهده‌دار شد. آزاده آل ایوب از سال ۱۳۸۱ تا کنون به‌طور مستمر مجری و بازیگر برنامه رنگین کمان بوده است. وی دانش‌آموخته دانشگاه طباطبایی است.

## اجرای تلویزیونی
- برنامه کودک مهمانی شبکه یک (۱۳۷۹)
- رنگین‌کمان شبکه پنج
- عکس مهر شبکه هدهد[۳]
- ستاره‌های آسمون شبکه جام جم
- جمعه به جمعه شبکه یک[۴]
- شهاب شبکه یک[۵]
- شبهای ایرانی - شبکه جام جم
- امیدهای ایران - شبکه جام جم
- نشان ارادت
- نسیم رمضان - شبکه نسیم ۱۴۰۳
- قصه‌های خورشید - شبکه تهران۱۴۰۳
- بچه مرشد - شبکه نهال ۱۴۰۳
- سرسفره خدا - شبکه پویا ۱۴۰۲

## گویندگی رادیو
- برنامه من مسلمانم
- قصه گویی

## همکاری با شبکه جهانی هدهد
- وی در مهرماه ۹۸ به شبکه هدهد پیوست.[۶]
- برنامه نقاشی و من (۱۳۹۹ تاکنون)[۷]
- اجرای ویژه برنامه عیدونه

## بازیگری
- مجموعه نام آیه‌ها و ستاره‌ها (نمایش خانگی) (۱۴۰۰)[۸]
- مجموعه دنیای شادی[۹]
- باب اسفنجی در چابهار (نمایش خانگی)(۱۳۹۷)[۱۰]
- تله فیلم سفر به ریشه‌ها (۱۳۸۰)

## حواشی
- در خصوص کشته شدن ابراهیم رئیسی وی در یک برنامه تلویزیونی خطاب به کودکان گفت: خود امام رضا از او دفاع کرد و کارت را به خوبی انجام دادی و می‌خواهم تو را تأیید کنم این سخنان با واکنش گسترده‌ای روبرو شد.[۱۱][۱۲]
- علی کریمی در خصوص بمب‌گذاری در مراسم سالگرد کشته شدن قاسم سلیمانی در کرمان که در توئیتی نوشته بود "برای غذای نذری و شربت بری ولی انتقام سخت نصیبت بشه " آزاده آل ایوب با انتشار عکس نوشته‌ای در اینستاگرام به توییت علی کریمی دربارهٔ حادثه تروریستی کرمان واکنش تندی نشان داد. این چهره مشهور تلویزیون ایران خطاب به علی کریمی نوشت: «خون غاصبان جنایتکار در رگ توست؛ کودکان را هم کشتن تو شاد شدی[۱۳]